# Nationalstraße 101 (China)

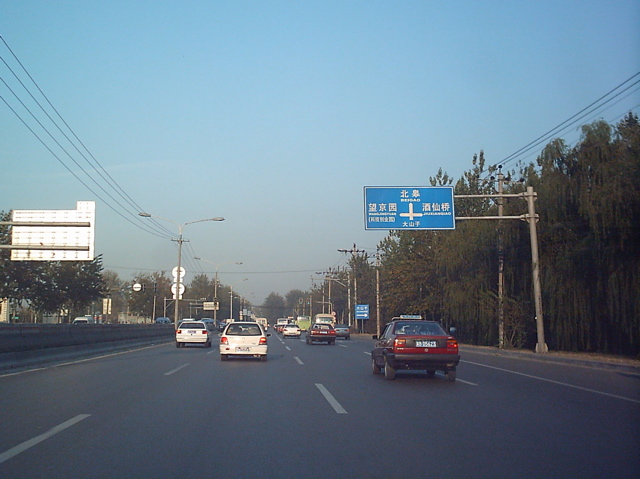
Die G101 bei Dashanzi, Peking

Die chinesische Nationalstraße 101 (chinesisch 101国道, Pinyin 101 Guódào, englisch China National Highway 101), chin. Abk. G101, ist eine 909 km lange Fernstraße in Peking sowie den Provinzen Hebei und Liaoning. Sie führt von der Hauptstadt Peking über Miyun, Chengde, Pingquan, Lingyuan, Jianping, Chaoyang, Beipiao, Zhangwu in die Metropole Shenyang.